# Serie Mundial de 2018
La Serie Mundial de la temporada 2018 de las Grandes Ligas de Béisbol se disputó del 23 al 28 de octubre entre los campeones de la  Liga Americana, los Boston Red Sox,  y de la Liga Nacional, Los Angeles Dodgers.
Los ganadores de la Serie Mundial fueron los Red Sox, quienes se adjudicaron en cinco juegos su noveno título en su historia y cuarto en el siglo XXI. Fue la decimosegunda aparición en la Serie Mundial, habiendo sido la última en el 2013. Para la temporada regular ganaron 108 juegos, una marca superior a las 100 victorias que no lograban desde 1946, y de hecho la mayor en la historia de la franquicia.
Los Dodgers, por su parte, se presentaron a su segundo «clásico de otoño» consecutivo, y a treinta años de haber ganado su última Serie Mundial (1988). En temporada regular terminaron con un récord de 92 victorias y 71 derrotas (con un juego de desempate tras terminar igualados en el primer puesto de la División Oeste), y en la que lograron un récord para el equipo de 235 cuadrangulares.
Fue el primer enfrentamiento entre ambas franquicias en Serie Mundial desde que los Dodgers tienen sede en Los Ángeles y el segundo entre ambas franquicias (se enfrentaron en la 1916 cuando los Dodgers tenían su sede en Brooklyn). Steve Pearce, de Boston Red Sox, fue nombrado como el «Jugador más valioso».

## Postemporada
En cada liga, a los dos mejores equipos que no hayan ganado su división se les denominará "comodines" y se enfrentarán a un partido. El ganador del juego de comodines se unirá a los tres campeones de división de cada liga y disputarán las series divisionales, al mejor de cinco partidos. Los dos ganadores disputarán la serie de campeonato de liga, al mejor de siete partidos. Los dos campeones de liga se enfrentarán en la Serie Mundial, al mejor de siete partidos.
|  | Comodín        | Comodín           | Comodín             |                     |   | Serie Divisional | Serie Divisional | Serie Divisional    |   |   | Serie de Campeonato | Serie de Campeonato | Serie de Campeonato |   |  | Serie Mundial | Serie Mundial | Serie Mundial |  |
|  |                |                   |                     |                     |   |                  |                  |                     |   |   |                     |                     |                     |   |  |               |               |               |  |
|  |                |                   |                     |                     |   |                  |                  |                     |   |   |                     |                     |                     |   |  |               |               |               |  |
|  |                |                   |                     |                     |   |                  |                  |                     |   |   |                     |                     |                     |   |  |               |               |               |  |
|  |                |                   |                     |                     |   |                  |                  |                     |   |   |                     |                     |                     |   |  |               |               |               |  |
|  |                |                   |                     |                     |   |                  |                  |                     |   |   |                     |                     |                     |   |  |               |               |               |  |
|  |                | 1                 | Boston Red Sox      | 3                   |   |                  |                  |                     |   |   |                     |                     |                     |   |  |               |               |               |  |
|  |                |                   |                     | 3                   |   |                  |                  |                     |   |   |                     |                     |                     |   |  |               |               |               |  |
|  |                |                   | 4                   | New York Yankees    | 1 |                  |                  |                     |   |   |                     |                     |                     |   |  |               |               |               |  |
|  | 4              | New York Yankees  | 4                   | New York Yankees    | 1 | 1                |                  |                     |   |   |                     |                     |                     |   |  |               |               |               |  |
|  | 4              | New York Yankees  |                     |                     |   |                  |                  |                     |   |   |                     |                     |                     |   |  |               |               |               |  |
|  | 5              | Oakland Athletics | 0                   |                     |   |                  |                  |                     |   |   |                     |                     |                     |   |  |               |               |               |  |
|  | 5              | Oakland Athletics | 0                   |                     |   |                  |                  |                     |   | 1 | Boston Red Sox      | 4                   |                     |   |  |               |               |               |  |
|  | Liga Americana |                   |                     |                     |   |                  |                  |                     |   | 1 | Boston Red Sox      | 4                   |                     |   |  |               |               |               |  |
|  |                |                   | 2                   | Houston Astros      | 1 |                  |                  |                     |   |   |                     |                     |                     |   |  |               |               |               |  |
|  |                |                   | 2                   | Houston Astros      | 1 |                  |                  |                     |   |   |                     |                     |                     |   |  |               |               |               |  |
|  |                |                   |                     |                     |   |                  |                  |                     |   |   |                     |                     |                     |   |  |               |               |               |  |
|  |                |                   |                     |                     |   |                  |                  |                     |   |   |                     |                     |                     |   |  |               |               |               |  |
|  |                | 2                 | Houston Astros      | 3                   |   |                  |                  |                     |   |   |                     |                     |                     |   |  |               |               |               |  |
|  |                |                   |                     | 3                   |   |                  |                  |                     |   |   |                     |                     |                     |   |  |               |               |               |  |
|  |                |                   | 3                   | Cleveland Indians   | 0 |                  |                  |                     |   |   |                     |                     |                     |   |  |               |               |               |  |
|  |                |                   | 3                   | Cleveland Indians   | 0 |                  |                  |                     |   |   |                     |                     |                     |   |  |               |               |               |  |
|  |                |                   |                     |                     |   |                  |                  |                     |   |   |                     |                     |                     |   |  |               |               |               |  |
|  |                |                   |                     |                     |   |                  |                  |                     |   |   |                     |                     |                     |   |  |               |               |               |  |
|  |                |                   |                     |                     |   |                  |                  |                     |   |   |                     | 1                   | Boston Red Sox      | 4 |  |               |               |               |  |
|  |                |                   |                     |                     |   |                  |                  |                     |   |   |                     |                     |                     | 4 |  |               |               |               |  |
|  |                |                   | 2                   | Los Angeles Dodgers | 1 |                  |                  |                     |   |   |                     |                     |                     |   |  |               |               |               |  |
|  |                |                   | 2                   | Los Angeles Dodgers | 1 |                  |                  |                     |   |   |                     |                     |                     |   |  |               |               |               |  |
|  |                |                   |                     |                     |   |                  |                  |                     |   |   |                     |                     |                     |   |  |               |               |               |  |
|  |                |                   |                     |                     |   |                  |                  |                     |   |   |                     |                     |                     |   |  |               |               |               |  |
|  |                | 2                 | Los Angeles Dodgers | 3                   |   |                  |                  |                     |   |   |                     |                     |                     |   |  |               |               |               |  |
|  |                |                   |                     | 3                   |   |                  |                  |                     |   |   |                     |                     |                     |   |  |               |               |               |  |
|  |                |                   | 3                   | Atlanta Braves      | 1 |                  |                  |                     |   |   |                     |                     |                     |   |  |               |               |               |  |
|  |                |                   | 3                   | Atlanta Braves      | 1 |                  |                  |                     |   |   |                     |                     |                     |   |  |               |               |               |  |
|  |                |                   |                     |                     |   |                  |                  |                     |   |   |                     |                     |                     |   |  |               |               |               |  |
|  |                |                   |                     |                     |   |                  |                  |                     |   |   |                     |                     |                     |   |  |               |               |               |  |
|  |                |                   |                     |                     |   |                  | 2                | Los Angeles Dodgers | 4 |   |                     |                     |                     |   |  |               |               |               |  |
|  | Liga Nacional  |                   |                     |                     |   |                  | 2                | Los Angeles Dodgers | 4 |   |                     |                     |                     |   |  |               |               |               |  |
|  |                |                   | 1                   | Milwaukee Brewers   | 3 |                  |                  |                     |   |   |                     |                     |                     |   |  |               |               |               |  |
|  |                |                   | 1                   | Milwaukee Brewers   | 3 |                  |                  |                     |   |   |                     |                     |                     |   |  |               |               |               |  |
|  |                |                   |                     |                     |   |                  |                  |                     |   |   |                     |                     |                     |   |  |               |               |               |  |
|  |                |                   |                     |                     |   |                  |                  |                     |   |   |                     |                     |                     |   |  |               |               |               |  |
|  |                | 1                 | Milwaukee Brewers   | 3                   |   |                  |                  |                     |   |   |                     |                     |                     |   |  |               |               |               |  |
|  |                |                   |                     | 3                   |   |                  |                  |                     |   |   |                     |                     |                     |   |  |               |               |               |  |
|  |                |                   | 5                   | Colorado Rockies    | 0 |                  |                  |                     |   |   |                     |                     |                     |   |  |               |               |               |  |
|  | 4              | Chicago Cubs      | 5                   | Colorado Rockies    | 0 | 0                |                  |                     |   |   |                     |                     |                     |   |  |               |               |               |  |
|  | 4              | Chicago Cubs      |                     |                     |   |                  |                  |                     |   |   |                     |                     |                     |   |  |               |               |               |  |
|  | 5              | Colorado Rockies  | 1                   |                     |   |                  |                  |                     |   |   |                     |                     |                     |   |  |               |               |               |  |
|  | 5              | Colorado Rockies  | 1                   |                     |   |                  |                  |                     |   |   |                     |                     |                     |   |  |               |               |               |  |
|  |                |                   |                     |                     |   |                  |                  |                     |   |   |                     |                     |                     |   |  |               |               |               |  |

|                                                        |
| Campeón de las Grandes Ligas Boston Red Sox 9.º título |

## Rosters
Actualizado el 23 de octubre de 2018.
|    | Lanzadores         |                      |    |     |
| 17 | Nathan Eovaldi     | Estados Unidos       | 28 | D/D |
| 22 | Rick Porcello      | Estados Unidos       | 29 | D/D |
| 24 | David Price        | Estados Unidos       | 33 | I/I |
| 31 | Drew Pomeranz      | Estados Unidos       | 29 | D/I |
| 32 | Matt Barnes        | Estados Unidos       | 28 | D/D |
| 37 | Heath Hembree      | Estados Unidos       | 29 | D/D |
| 41 | Chris Sale         | Estados Unidos       | 29 | I/I |
| 46 | Craig Kimbrel      | Estados Unidos       | 30 | D/D |
| 56 | Joe Kelly          | Estados Unidos       | 30 | D/D |
| 57 | Eduardo Rodríguez  | Venezuela            | 25 | I/I |
| 70 | Ryan Brasier       | Estados Unidos       | 31 | D/D |
|    | Receptores         |                      |    |     |
| 3  | Sandy León         | Venezuela            | 29 | A/D |
| 7  | Christian Vázquez  | Puerto Rico          | 28 | D/D |
| 23 | Blake Swihart      | Estados Unidos       | 26 | A/D |
|    | Infield            |                      |    |     |
| 2  | Xander Bogaerts    | Aruba                | 26 | D/D |
| 5  | Ian Kinsler        | Estados Unidos       | 36 | D/D |
| 11 | Rafael Devers      | República Dominicana | 22 | I/D |
| 12 | Brock Holt         | Estados Unidos       | 22 | D/D |
| 18 | Mitch Moreland     | Estados Unidos       | 33 | I/I |
| 25 | Steve Pearce       | Estados Unidos       | 35 | D/D |
| 36 | Eduardo Núñez      | República Dominicana | 31 | D/D |
|    | Outfield           |                      |    |     |
| 16 | Andrew Benintendi  | Estados Unidos       | 24 | I/I |
| 19 | Jackie Bradley Jr. | Estados Unidos       | 28 | I/D |
| 28 | J. D. Martínez     | Estados Unidos       | 31 | D/D |
| 50 | Mookie Betts       | Estados Unidos       | 26 | D/D |
|    | Mánager            |                      |    |     |
|    | Alex Cora          |                      |    |     |

|    | Lanzadores        |                                       |    |     |
| 7  | Julio Urías       | México                                | 22 | I/I |
| 18 | Kenta Maeda       | Japón                                 | 30 | D/D |
| 21 | Walker Buehler    | Estados Unidos                        | 24 | D/D |
| 22 | Clayton Kershaw   | Estados Unidos                        | 30 | I/I |
| 44 | Rich Hill         | Estados Unidos                        | 38 | I/I |
| 50 | Ryan Madson       | Estados Unidos                        | 38 | I/D |
| 51 | Dylan Floro       | Estados Unidos                        | 27 | I/D |
| 52 | Pedro Báez        | República Dominicana                  | 30 | D/D |
| 57 | Alex Wood         | Estados Unidos                        | 27 | D/I |
| 74 | Kenley Jansen     | Curazao                               | 31 | A/D |
| 75 | Scott Alexander   | Estados Unidos                        | 29 | I/I |
| 99 | Hyun-jin Ryu      | Corea del Sur                         | 31 | D/I |
|    | Receptores        |                                       |    |     |
| 9  | Yasmani Grandal   | Cuba · Estados Unidos                 | 29 | A/D |
| 15 | Austin Barnes     | Estados Unidos                        | 29 | D/D |
|    | Infield           |                                       |    |     |
| 3  | Chris Taylor      | Estados Unidos                        | 28 | D/D |
| 6  | Brian Dozier      | Estados Unidos                        | 31 | D/D |
| 8  | Manny Machado     | República Dominicana · Estados Unidos | 26 | D/D |
| 10 | Justin Turner     | Estados Unidos                        | 33 | D/D |
| 13 | Max Muncy         | Estados Unidos                        | 28 | I/D |
| 25 | David Freese      | Estados Unidos                        | 35 | D/D |
| 35 | Cody Bellinger    | Estados Unidos                        | 23 | I/I |
|    | Outfield          |                                       |    |     |
| 14 | Enrique Hernández | Puerto Rico                           | 27 | D/D |
| 27 | Matt Kemp         | Estados Unidos                        | 34 | D/D |
| 31 | Joc Pederson      | Estados Unidos                        | 26 | I/I |
| 66 | Yasiel Puig       | Cuba                                  | 28 | D/D |
|    | Mánager           |                                       |    |     |
|    | Dave Roberts      |                                       |    |     |

## Resultados
- Nota: La hora indicada corresponde al Horario del este de Norteamérica en horario de verano  (UTC -4).

### Juego 1
| Equipo  | 1 | 2 | 3 | 4 | 5 | 6 | 7 | 8 | 9 | C | H  | E |
| ------- | - | - | - | - | - | - | - | - | - | - | -- | - |
| Dodgers | 0 | 1 | 1 | 0 | 1 | 0 | 1 | 0 | 0 | 4 | 8  | 0 |
| Red Sox | 2 | 0 | 1 | 0 | 2 | 0 | 3 | 0 | x | 8 | 11 | 0 |

LG: Matt Barnes (1-0)  LP: Clayton Kershaw (0-1)  
HRs:  LAD – Matt Kemp (1)  BOS – Eduardo Núñez (1)
- Box score
- Asistencia: 38 454 espectadores.
- Tiempo: 3 h 52 m

| LAD 0 - BOS 1 | 1ª | Andrew Benintendi con batazo sencillo empuja a Mookie Betts (sencillo) al home.                                          |
| LAD 0 - BOS 2 | 1ª | J. D. Martínez con batazo sencillo empuja a Andrew Benintendi al home.                                                   |
| LAD 1 - BOS 2 | 2ª | Matt Kemp conecta cuadrangular con las bases limpias.                                                                    |
| LAD 2 - BOS 2 | 3ª | Manny Machado con batazo sencillo empuja a Justin Turner (sencillo) al home.                                             |
| LAD 2 - BOS 3 | 3ª | J. D. Martínez con batazo de dos bases empuja a Steve Pearce (jugada de selección) al home.                              |
| LAD 2 - BOS 3 | 5ª | Matt Barnes releva al lanzador abridor de Boston, Chris Sale (4.0 EL, 5 H, 3 CL, 2 BB, 7 P, 1 HR).                       |
| LAD 3 - BOS 3 | 5ª | Manny Machado es puesto out con roletazo dentro del cuadro, Brian Dozier (base por bolas) anota.                         |
| LAD 3 - BOS 3 | 5ª | Ryan Madson releva al lanzador abridor de Los Ángeles, Clayton Kershaw (4.0 EL, 7 H, 5 CL, 3 BB, 5 P, 0 HR).             |
| LAD 3 - BOS 4 | 5ª | Xander Bogaerts es puesto out por jugada de selección, Mookie Betts (base por bolas) anota.                              |
| LAD 3 - BOS 5 | 5ª | Rafael Devers con batazo sencillo empuja a Andrew Benintendi (sencillo) al home.                                         |
| LAD 4 - BOS 5 | 7ª | Manny Machado con elevado de sacrificio empuja a Max Muncy (sencillo) al home.                                           |
| LAD 4 - BOS 8 | 7ª | Cuadrangular de Eduardo Núñez con dos hombres en base, Benintendi (doble) y J. D. Martínez (base por bolas intencional). |

Comentarios
Los locales abrieron el marcador justo en la primera entrada con dos batazos sencillos de Andrew Benintendi y J. D. Martínez que impulsaron igual número de carreras ante el abridor de Los Ángeles, Clayton Kershaw. Los angelinos respondieron con cuadrangular de Matt Kemp para acortar el marcador en la segunda entrada, y lograron emparejar las acciones en el tercer episodio con batazo sencillo de Manny Machado. Pero Martínez puso adelante nuevamente a los Red Sox en el tercer inning con un batazo de dos bases que llevó a Steve Pearce al home. Otra jugada dentro del cuadro de los angelinos en el quinto episodio empató el marcador, pero esa misma entrada los locales volvieron a separase por dos carreras con jugada dentro del cuadro y batazo sencillo. Pese a que los Dodgers acortaron el marcador 4-5 en el séptimo episodio, la ofensiva definitiva de los Red Sox llegó en esa misma entrada con cuadrangular de Eduardo Núñez con dos hombres en base. El juego se desarrolló en una noche fría y con mucho viento, en un parque de pelota que incomodó en más de una ocasión a los jugadores defensivos de los Dodgers. Por otra parte, Julio Urías, por los angelinos, se convirtió en el lanzador más joven de la franquicia (22 años) en tirar en una Serie Mundial desde Fernando Valenzuela (20 años en 1981).

### Juego 2
| Equipo  | 1 | 2 | 3 | 4 | 5 | 6 | 7 | 8 | 9 | C | H | E |
| ------- | - | - | - | - | - | - | - | - | - | - | - | - |
| Dodgers | 0 | 0 | 0 | 2 | 0 | 0 | 0 | 0 | 0 | 2 | 3 | 0 |
| Red Sox | 0 | 1 | 0 | 0 | 3 | 0 | 0 | 0 | x | 4 | 8 | 0 |

LG: David Price (1-0)  LP: Hyun-jin Ryu (0-1)  SV: Craig Kimbrel (1)  

- Box score
- Asistencia: 38 644 espectadores.
- Tiempo: 3 h 12 m

| LAD 0 - BOS 1 | 1ª | Ian Kinsler con batazo sencillo empuja a Xander Bogaerts (doble) al home.                                                    |
| LAD 1 - BOS 1 | 4ª | Matt Kemp con elevado de sacrificio empuja a David Freese (sencillo) al home.                                                |
| LAD 2 - BOS 1 | 4ª | Yasiel Puig con batazo sencillo empuja a Manny Machado (sencillo) al home.                                                   |
| LAD 2 - BOS 1 | 4ª | Yasiel Puig con batazo sencillo empuja a Manny Machado (sencillo) al home.                                                   |
| LAD 2 - BOS 1 | 5ª | Ryan Madson releva al lanzador abridor de Los Ángeles, Hyun-jin Ryu (4.2 EL, 6 H, 4 CL, 1 BB, 5 P, 0 HR).                    |
| LAD 2 - BOS 2 | 5ª | Steve Pearce recibe base por bolas, empuja a Christian Vázquez al home con las bases llenas.                                 |
| LAD 2 - BOS 4 | 5ª | J. D. Martínez con batazo sencillo empuja dos carreras, anotan Mookie Betts (sencillo) y Andrew Benintendi (base por bolas). |
| LAD 2 - BOS 4 | 7ª | Joe Kelly releva al lanzador abridor de Boston, David Price (6 EL, 3 H, 2 CL, 3 BB, 5 P, 0 HR).                              |
| LAD 2 - BOS 4 | 9ª | Craig Kimbrel salva el juego para Boston.                                                                                    |

Comentarios
Los locales abrieron el marcador en la segunda entrada con batazo sencillo de Ian Kinsler, pero los Dodgers lograron adelantarse, por primera vez en la serie, con marcador de 1-2 en el cuarto episodio gracias a un batazo sencillo de Yasiel Puig. Para el quinto inning Boston logró congestionar las bases ante el lanzador Hyun-jin Ryu quien cedió el montículo al relevista Ryan Madson quien no pudo con la tarea de contener la ofensiva de los Red Sox al otorgar una base por bolas y un sencillo para que el marcador se pusiera en favor de los locales 4-2. Para el séptimo episodio Joe Kelly relevó al abridor de Boston David Price, ganador del encuentro, y junto a Nathan Eovaldi y Craig Kimbrel (quien se anotó juego salvado) contuvieron la ofensiva de los Dodgers para que Boston ganara el segundo juego de la serie.

### Juego 3
| Equipo  | 1 | 2 | 3 | 4 | 5 | 6 | 7 | 8 | 9 | 10 | 11 | 12 | 13 | 14 | 15 | 16 | 17 | 18 | C | H  | E |
| ------- | - | - | - | - | - | - | - | - | - | -- | -- | -- | -- | -- | -- | -- | -- | -- | - | -- | - |
| Red Sox | 0 | 0 | 0 | 0 | 0 | 0 | 0 | 1 | 0 | 0  | 0  | 0  | 1  | 0  | 0  | 0  | 0  | 0  | 2 | 7  | 1 |
| Dodgers | 0 | 0 | 1 | 0 | 0 | 0 | 0 | 0 | 0 | 0  | 0  | 0  | 1  | 0  | 0  | 0  | 0  | 1  | 3 | 11 | 1 |

LG: Alex Wood (1-0)  LP: Nathan Eovaldi (0-1)  
HRs:  BOS – Jackie Bradley Jr. (1)  LAD – Joc Pederson (1), Max Muncy (1)
- Box score
- Asistencia: 53 114 espectadores.
- Tiempo: 7 h 20 m

| BOS 0 - LAD 1 | 3ª  | Cuadrangular de Joc Pederson con las bases limpias.                                                         |
| BOS 0 - LAD 1 | 5ª  | Eduardo Rodríguez releva al lanzador abridor de Boston, Rick Porcello (4.2 EL, 3 H, 1 CL, 1 BB, 5 P, 1 HR). |
| BOS 0 - LAD 1 | 8ª  | Kenley Jansen releva al lanzador abridor de Los Ángeles, Walker Buehler (7 EL, 2 H, 0 CL, 0 BB, 7 P, 0 HR). |
| BOS 1 - LAD 1 | 8ª  | Cuadrangular de Jackie Bradley Jr. con las bases limpias.                                                   |
| BOS 2 - LAD 1 | 13ª | Eduardo Núñez con batazo sencillo dentro del cuadro empuja a Brock Holt (base por bolas) al home.           |
| BOS 2 - LAD 2 | 13ª | Yasiel Puig con batazo sencillo empuja a Max Muncy (base por bolas) al home.                                |
| BOS 2 - LAD 3 | 18ª | Cuadrangular de Max Muncy con las bases limpias.                                                            |

Comentarios
El juego 3 se convirtió en el más largo en la historia de las series mundiales al extenderse por 7 horas y 20 minutos. Todo comenzó con el cuadrangular solitario de los angelinos en la parte alta del tercer episodio de Joc Pederson. Fue hasta el octavo inning cuando Kenley Jansen, quien había relevado al abridor local Walker Buehler, cedió la carrera del empate ante otro cuadrangular con las bases limpias de Jackie Bradley Jr. Ya en las entradas extra, en el 13°, los visitantes se adelantaron por una carrera ante un problemático batazo dentro del cuadro de Eduardo Núñez al que el lanzador Scott Alexander no logró administrar para impedir que Brock Holt tomara el home. Sin embargo, Yasiel Puig, en la parte baja de la misma entrada y con dos outs encima, bateó un sencillo dentro del cuadro al que el segunda base Ian Kinsler tampoco logró dominar, lo que llevó a Max Muncy al home para empatar las acciones. Nathan Eovaldi era quien había tomado el montículo para Boston desde el episodio anterior y su faena se alargó de allí en adelante para impedir más carreras a los angelinos. Pero su notable relevo llegó a su fin al admitir la carrera del triunfo de los Dodgers con un cuadrangular de Max Muncy en el 18º que acabó con el juego.
Récords logrados en este encuentro: juego más largo en postemporada (7h 20 m), mayor número de entradas en un juego de Serie Mundial (18), mayor número de lanzadores utilizados en un juego de postemporada (18), mayor número de apariciones en la caja de bateo en un juego de Serie Mundial (131), mayor número de peloteros utilizados en un juego de Serie Mundial (46), mayor número de bateadores ponchados en un juego de Serie Mundial por un equipo (Dodgers, 19), mayor número de lanzamientos por un lanzador relevista en un juego de Serie Mundial (Nathan Eovaldi, 97), y primer equipo que remonta un marcador después del undécimo episodio en Serie Mundial (Dodgers).

### Juego 4
| Equipo  | 1 | 2 | 3 | 4 | 5 | 6 | 7 | 8 | 9 | C | H | E |
| ------- | - | - | - | - | - | - | - | - | - | - | - | - |
| Red Sox | 0 | 0 | 0 | 0 | 0 | 0 | 3 | 1 | 5 | 9 | 8 | 1 |
| Dodgers | 0 | 0 | 0 | 0 | 0 | 4 | 0 | 0 | 2 | 6 | 9 | 0 |

LG: Joe Kelly (1-0)  LP: Dylan Floro (0-1)  
HRs:  BOS – Mitch Moreland (1), Steve Pearce (1)  LAD – Yasiel Puig (1), Enrique Hernández (1)
- Box score
- Asistencia: 54 400 espectadores.
- Tiempo: 3 h 57 m

| BOS 0 - LAD 1 | 6ª | Cody Bellinger con batazo dentro del cuadro provoca un out a Enrique Hernández (corredor emergente) en el home, tiro del receptor a primera base fallido, Justin Turner (doble) anota. |
| BOS 0 - LAD 4 | 6ª | Cuadrangular de Yasiel Puig con Manny Machado (base por bolas intencional) y Cody Bellinger en base.                                                                                   |
| BOS 0 - LAD 4 | 6ª | Matt Barnes releva al lanzador abridor de Boston, Eduardo Rodríguez (5.2 EL, 4 H, 4 CL, 2 BB, 6 P, 1 HR).                                                                              |
| BOS 0 - LAD 4 | 7ª | Scott Alexander releva al lanzador abridor de Los Ángeles, Rich Hill (6.1 EL, 1 H, 1 CL, 3 BB, 7 P, 0 HR).                                                                             |
| BOS 3 - LAD 4 | 7ª | Cuadrangular de Mitch Moreland con Xander Bogaerts (base por bolas) y Brock Holt (base por bolas) en base.                                                                             |
| BOS 4 - LAD 4 | 8ª | Cuadrangular de Steve Pearce con las bases limpias. |
| BOS 5 - LAD 4 | 9ª | Batazo sencillo de Rafael Devers, Brock Holt (doble) anota. |
| BOS 8 - LAD 4 | 9ª | Batazo de dos bases de Steve Pearce, anotan Rafael Devers, Mookie Betts (base por bolas intencional) y Andrew Benintendi (sencillo).                                                   |
| BOS 9 - LAD 4 | 9ª | Batazo sencillo de Xander Bogaerts, Steve Pearce anota. |
| BOS 9 - LAD 6 | 9ª | Cuadrangular de Enrique Hernández con Brian Dozier (base por bolas) en base. |

Comentarios
Los lanzadores abridores Eduardo Rodríguez, por Boston, y Rich Hill, por Los Ángeles, mantuvieron el marcador a cero durante cinco episodios. Fueron los angelinos los que pusieron las carreras en el tablero en el sexto inning con jugada dentro del cuadro cuando Cody Bellinger bateó un roletazo que puso fuera a Enrique Hernández en el home, pero el tiro fallido del receptor de Boston a primera base propició que Justin Turner anotara la primera carrera. A esto siguió un cuadrangular de Yasiel Puig para dejar el marcador 4-0 a favor de los locales. Pero en el séptimo episodio, Ryan Madson, en el montículo por los Dodgers, cedió un cuadrangular de tres carreras a Mitch Moreland. En el octavo episodio los Red Sox empataron el marcador con otro vuelacercas de Steve Pearce ante Kenley Jansen, y en la última entrada la visita desató una ofensiva de cinco carreras con cuadrangular de Rafael Devers, batazo de tres carreras impulsadas de Pearce y otra impulsada de Xander Bogaerts. Los Dodgers anotaron dos carreras con cuadrangular de Enrique Hernández al cierre del noveno pero fue insuficiente para impedir la tercera victoria de Boston en la serie.

### Juego 5
| Equipo  | 1 | 2 | 3 | 4 | 5 | 6 | 7 | 8 | 9 | C | H | E |
| ------- | - | - | - | - | - | - | - | - | - | - | - | - |
| Red Sox | 2 | 0 | 0 | 0 | 0 | 1 | 1 | 1 | 0 | 5 | 8 | 0 |
| Dodgers | 1 | 0 | 0 | 0 | 0 | 0 | 0 | 0 | 0 | 1 | 3 | 0 |

LG: David Price (2-0)  LP: Clayton Kershaw (0-2)  
HRs:  BOS – Steve Pearce (3), Mookie Betts (1), J. D. Martínez (1)  LAD – David Freese (1)
- Box score
- Asistencia: 54 367 espectadores.
- Tiempo: 3 h

| BOS 2 - LAD 0 | 1ª | Cuadrangular de Steve Pearce con Andrew Benintendi (sencillo) en base.                                      |
| BOS 2 - LAD 1 | 1ª | Cuadrangular de David Freese con las bases limpias.                                                         |
| BOS 3 - LAD 1 | 6ª | Cuadrangular de Mookie Betts con las bases limpias.                                                         |
| BOS 4 - LAD 1 | 7ª | Cuadrangular de J. D. Martínez con las bases limpias.                                                       |
| BOS 4 - LAD 1 | 8ª | Pedro Báez releva al lanzador abridor de Los Ángeles, Clayton Kershaw (7.0 EL, 7 H, 4 CL, 0 BB, 5 P, 3 HR). |
| BOS 5 - LAD 1 | 8ª | Cuadrangular de Steve Pearce con las bases limpias.                                                         |
| BOS 5 - LAD 1 | 8ª | Joe Kelly releva al lanzador abridor de Boston, David Price (7.0 EL, 3 H, 1 CL, 2 BB, 5 P, 1 HR).           |

Comentarios
Boston abrió el marcador en la primera entrada con un cuadrangular con hombre en base de Steve Pearce ante el abridor de los Dodgers, Clayton Kershaw, en lo que fue su segundo vuelacercas de la serie. Pese a una reacción de los locales con otro home run solitario de David Freese en esa misma entrada, David Price logró mantener silenciados a los bates de Los Ángeles hasta la parte alta del octavo capítulo cuando entregó el montículo a Joe Kelly. A esa altura, ya Boston contaba con una ventaja de cuatro carreras (1-5) con sendos cuadrangulares solitarios en el sexto, séptimo, y octavo inning, por parte de Mookie Betts, J. D. Martínez, y nuevamente Steve Pearce. el tercero a su cuenta particular. Chris Sale fue el último lanzador del juego para los Red Sox, quien se anotó tres ponches ante los angelinos para cerrar el encuentro y otorgarle el noveno título de Serie Mundial a Boston. Por su parte, el mánager Alex Cora se convirtió en el segundo latinoamericano en ganar un «clásico de otoño» al frente de una franquicia de Grandes Ligas, el primero de nacionalidad puertorriqueña y el quinto que lo hace justo en su primera temporada.

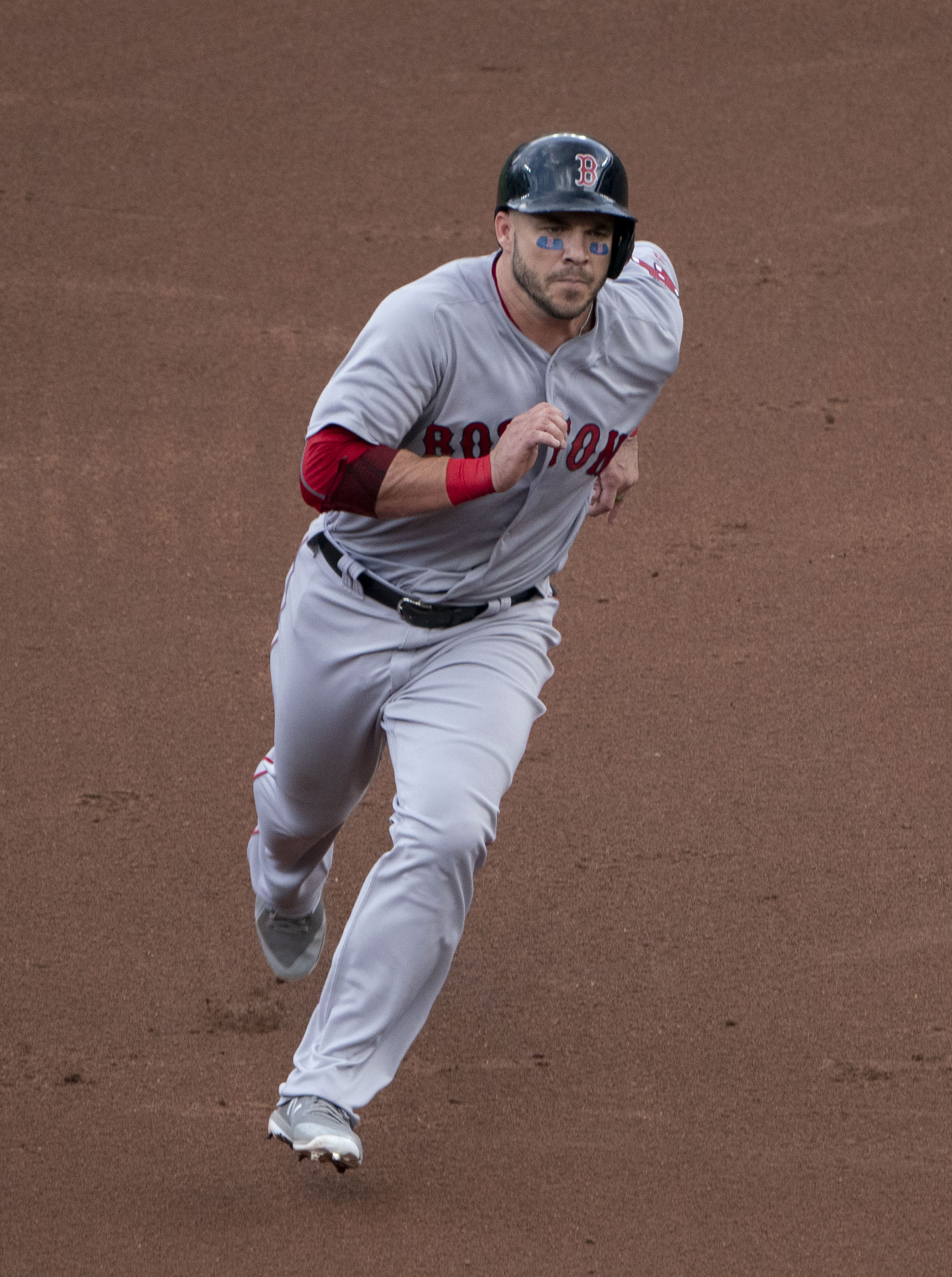
Steve Pearce.

## Jugador más valioso
El primera base de los Boston Red Sox, Steve Pearce, fue nombrado como el «Jugador más valioso» de la Serie Mundial. Fueron fundamentales sus actuaciones a la ofensiva en el juego cuatro al empatar y alejar en el marcador a su equipo con batazos de cuadrangular y de dos bases. Y especialmente en el juego cinco —el que el dio el título a los Red Sox — al batear dos vuelacercas. En total, empujó ocho carreras en la serie (líder en esta estadística), no fue ponchado, y logró un porcentaje de bateo de .333.
| Jugador      | Equipo | JJ | VB | CA | H | 2B | 3B | HR | CE | BB | K | BR | OR | AVE  |
| Steve Pearce | BOS    | 5  | 12 | 5  | 4 | 1  | 0  | 3  | 8  | 4  | 0 | 0  | 0  | .333 |

JJ: Juegos jugados, VB: Veces al bate, CA: Carreras anotadas, H: Hits, 2B: Dobles, 3B: Triples, HR: Home runs, CE: Carreras empujadas, BB: Bases por bolas, K: Ponches, BR: Bases robadas, OR: Outs robando, AVE: Porcentaje de bateo